# Ялава, Гуго Эрикович

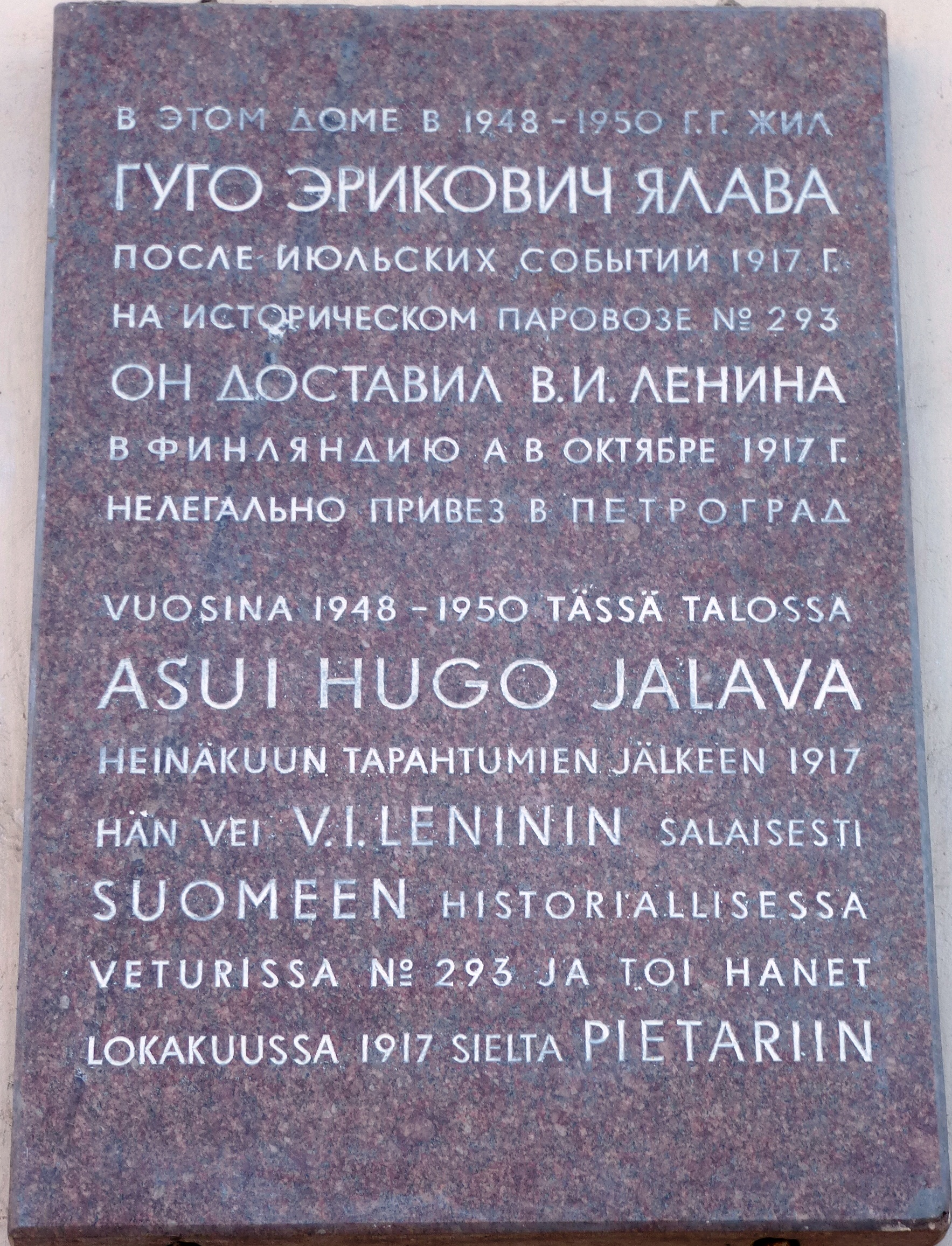
Мемориальная доска в Петрозаводске на доме № 13 по пр. Ленина

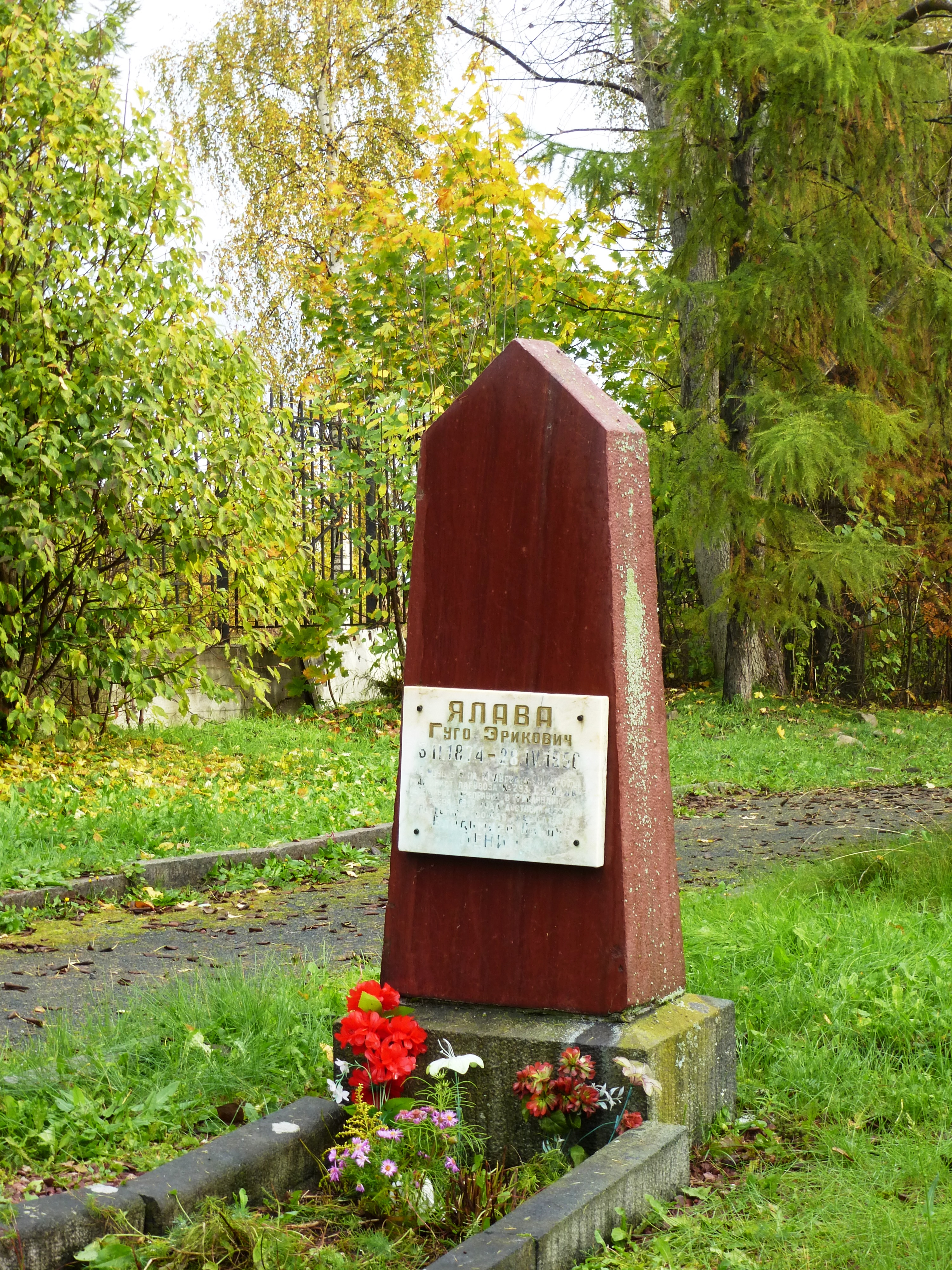
Памятник на Сулажгорском кладбище

Гу́го Э́рикович Яла́ва (фин. Hugo Jalava; 1874—1950) — рабочий-железнодорожник, Герой Труда.

## Биография
С 1889 года Г. Э. Ялава работал токарем на заводе, но был уволен как «неблагонадёжный». В 1898 году работал чистильщиком котлов, а впоследствии кочегаром в депо Финляндского железнодорожного вокзала. Через три года он стал помощником машиниста, а ещё через три — машинистом. В годы первой русской революции Гуго Ялава активно участвовал в работе профессионального союза железнодорожников, твёрдо защищал интересы рабочих. Осенью 1905 года, во время всеобщей октябрьской политической стачки, Ялава был председателем стачечного комитета железнодорожников.
Состоял членом Социал-демократической партии Финляндии в 1906—1917 гг.
Неоднократно перевозил через финскую границу партийных работников, оружие, нелегальную литературу. С 1907 на квартире Гуго Ялава была организована конспиративная партийная явка.

Это Ялава во время забастовки студентов Технологического института переоделся булочником и на глазах оцепивших здание полицейских пронёс туда корзины, где под хлебом и булками спрятал оружие и прокламации… Это он на своём паровозе увёз деньги, добытые во время прогремевшей на весь мир экспроприации Казначейства в Фонарном переулке. А затем таким же манером и деньги, изъятые при экспроприации кассы завода «Новый Лесснер». После разгона Государственной думы первого созыва он перевозил в Выборг депутатов-трудовиков, а позднее — большевика Скворцова-Степанова.
Три пуда русского шрифта на издание подпольной большевистской газеты, предназначенной для русских войск в Финляндии, было переправлено Ялавой из Питера за границу тоже на паровозе № 293. Не раз доставлял он из Суоми оружие и литературу, сбрасывал всё в условленном месте, между станциями Парголово и Шувалово, где их дожидался путевой обходчик…

После июльских событий 1917 года машинист Г. Э. Ялава на своём паровозе H2-293 дважды нелегально перевозил В. И. Ленина через финляндскую границу. В августе-сентябре через Гуго Ялава ЦК РСДРП(б) поддерживал письменную связь с Лениным. 14(27) октября 1917 года в квартире Гуго Ялавы в Петрограде Ленин провёл совещание с руководящими работниками партии и боевых организаций при ЦК РСДРП(б) по подготовке к вооружённому восстанию.
В 1918 году Г. Э. Ялава участвовал в финляндской рабочей революции, являлся секретарём Министерства иностранных дел революционного правительства. После поражения революции возвратился в Петроград.
Работал начальником канцелярии Секретариата по оказанию помощи финским беженцам, созданным революционным правительством Финляндии, затем в Наркомате по делам Национальностей.
В года гражданской войны вернулся на железную дорогу, работал машинистом-инструктором, старшим дежурным по депо.
В 1921 г. был арестован по ложному доносу, выпущен по личному указанию В. И. Ленина:

И. С. УНШЛИХТУ
Лично зная тов. Ялаву с 1917 года, я подтверждаю его несомненную честность и прошу распорядиться о немедленной выдаче ему отобранных у него денег. Прошу прислать мне копию распоряжения Вашего с указанием имени ответственного за исполнение лица.
Второе: прошу затребовать все документы об обыске у т. Ялавы и прислать их мне.
Прилагаемое прошу вернуть.
С ком. приветом Ленин
— В. И. Ленин. ПСС. Издание 5. Том 52.
Член Всесоюзной Коммунистической партии (большевиков) с 1926 г. (1925?).
В 1930 году был направлен в Автономную Карельскую ССР, работал в аппарате Центрального исполнительного комитета, а затем Совнаркоме Карельской АССР.
В годы Великой Отечественной войны, Г. Э. Ялава работал в тылу, в управлении Свердловской железной дороги.
В 1948 г. (1947?) вернулся в Петрозаводск. С 1947 г. работал в Совете министров Карело-Финской ССР. В последние годы жизни Г. Э. Ялава (1948—1950 гг) жил в Петрозаводске в доме № 13 на пр. Ленина.
В 1950 году Г. Э. Ялава был похоронен на Неглинском кладбище Петрозаводска. В 1974 году было произведено его перезахоронение на участок почётных захоронений Сулажгорского кладбища Петрозаводска. Надгробие выполнено в виде прямоугольного цветника, обрамленного гранитным поребриком.

## Семья
Жена — Ялава Лидия Германовна. (1886—1975), родилась в Финляндии, трудовую деятельность начала батрачкой. В 1903 году вышла замуж за Г. Э. Ялава.
Гуго Эрикович удочерил трёх девочек-сирот.

## Награды
- За революционные и трудовые заслуги (40-летие трудовой деятельности) Г. Э. Ялава 30 ноября 1931 года было присвоено звание Героя Труда.
- В 1948 году в день 25-летия Карельской АССР он был удостоен ордена Ленина.

## Память
- В 1970 году на доме на проспекте Ленина в Петрозаводске была установлена мемориальная доска из приладожского розового гранита с текстом на русском и финском языках. Надпись на мемориальной доске гласит: «В этом доме в 1948—1950 гг. жил Гуго Эрикович Ялава. После июльских событий 1917 г. на историческом паровозе № 293 он доставил В. И. Ленина в Финляндию, а в октябре 1917 г. нелегально привёз в Петроград».

## Сочинения
- Г. Э. Ялава «Две встречи с Ильичем на паровозе», 16 апреля 1924 г., «Ленинградская правда»
- Г. Э. Ялава «Кочегар паровоза № 293», 1935 г., «Гудок». Переиздана во 2-м томе пятитомного издания «Воспоминания о Владимире Ильиче Ленине» (М., 1969)
- Ялава Л. Г. Летели искры…. — Петрозаводск: «Карелия», 1971. — 99 с.